# The Last Guardian
The Last Guardian (рус. Последний хранитель), также известная под японским названием Hitokui no Owashi Trico (яп. 人喰いの大鷲トリコ хитокуи но о:васи торико, буквально «Трико, орёл-людоед») и более ранним рабочим названием Project Trico — компьютерная игра, разработанная Team Ico — внутренней студией Sony Computer Entertainment. Руководителем разработки и ведущим дизайнером игры являлся Фумито Уэда.
Игра находилась в разработке с 2007 года и была официально анонсирована на выставке Electronic Entertainment Expo в 2009 году; планировалось, что она будет выпущена в 2011 году эксклюзивно для игровой консоли PlayStation 3. Тем не менее, разработка игры затянулась, а даты её выхода неоднократно переносились; сам Уэда покинул Sony и пост руководителя разработки игры, хотя и продолжал участвовать в её создании как консультант. В июне 2014 года представители компании Sony объявили, что игра не отменена и все ещё находится в разработке. На E3 2016 было объявлено, что игра должна была выйти 25 октября 2016 года, однако снова была перенесена и уже конечной датой релиза стало 7 декабря 2016 года.

## Сюжет
Сюжет The Last Guardian посвящён приключениям мальчика, пытающегося выбраться из руин огромного замка. В процессе игры ему удаётся подружиться с огромным грифоноподобным существом по имени Трико (яп. トリコ торико) — вторым главным героем игры. Имя Трико может нести несколько значений и внутренних смыслов: оно может быть связано с японскими словами 虜 (яп.  торико, пленник, заключённый), 鳥の子 (яп.  тори но ко, птенец), быть соединением слов 鳥 (яп.  тори, птица) и 猫 (яп.  нэко, кот). В показанном в 2009 году трейлере Трико ранен копьями и стрелами и скован цепью; позже он появляется на свободе и стаптывает одетого в доспехи стражника. На скриншотах, опубликованных одновременно с анонсом игры, герой-мальчик пытается незамеченным прокрасться мимо других стражников. Трико поначалу будет враждебным к мальчику, но в ходе игры между двумя персонажами образуется глубокая привязанность. Разработчик Уэда предполагал, что в игре могут появиться и другие существа, подобные Трико, но не подтверждал этого.
Некоторые журналисты, основываясь на общем настроении показанного на E3 2009 трейлера и сюжетах предыдущих игр Team Ico, предполагали, что у The Last Guardian будет печальный конец; авторы популярного вебкомикса Penny Arcade и журналист Бен Крошоу в своей программе Zero Punctuation независимо друг от друга шутили, что в конце игры один из двух героев неизбежно должен умереть — либо мальчик, либо Трико. Фумито Уэда, комментируя эти предположения, отвечал, что у истории «открытый конец, вам нужно будет самим понять, что случилось».

## Игровой процесс
The Last Guardian является трёхмерной игрой от третьего лица, включающе в себя элементы жанров action-adventure и головоломок. Игрок управляет мальчиком, который может прыгать, карабкаться по уступам и иным образом преодолевать различные препятствия, подобно героям Ico и Shadow of the Colossus. Противниками игрока являются стражники, которых следует незаметно обойти или каким-либо образом победить, используя окружение, хотя поначалу игровой персонаж безоружен. Стражники, хотя и будучи медлительными по сравнению с мальчиком, могут его схватить, и если игроку не удастся в течение определённого времени высвободиться, игра окончится.
В ходе игры игровой персонаж будет взаимодействовать и с Трико — так, мальчик может забираться на спину своего спутника и ехать на нём верхом. По словам Уэды, Трико «движут животные инстинкты», так что от игрока ожидается, что он будет направлять животное, используя его «естественное поведение» для преодоления препятствий. Так, игрок может, управляя мальчиком, бросить бочку в место, куда нужно привлечь внимание Трико. Игроку для продвижения по замку придётся находить пути и для самого Трико, при этом животное будет забегать вперёд игрока. В отличие от типичных спутников в компьютерных играх, управлять Трико будет нелегко, он будет проявлять непослушание, и от игрока может потребоваться несколько попыток, чтобы заставить животное исполнить задуманное.
Игра также будет требовать от игрока заботиться о Трико, например, находя для него еду или вытаскивая из его тела засевшие копья и стрелы. По ходу игры Трико станет более послушным и управляемым, что Уэда сравнивает с дрессировкой собаки: так, в начале игры существо может по своему желанию покинуть игрока, будучи привлечённым чем-то более интересным, отвергнуть неприятно пахнущий корм или лечь и уснуть. Выполняя определённые действия, игрок сможет улучшить отношение Трико к мальчику и сделать его более послушным; по словам Уэды, «Трико будет разным для разных игроков, в зависимости от того, как они будут с ним взаимодействовать». Однако игрок все же может не только принуждать животное к повиновению, но и давать ему определённую свободу: некоторые участки игры будут предоставлять новые возможности, если игрок отпустит Трико и предоставит ему действовать по своему усмотрению.

## Разработка
Основная идея The Last Guardian была частично основана на взаимодействии между двумя игровыми персонажами, всадником и его лошадью, в предыдущей игре Team Ico — Shadow of the Colossus. Уэда хотел в следующей игре развить эту концепцию и увеличить её значение в игре. Он подчёркивал, что центральной темой The Last Guardian будет возникновение «эмоциональной привязанности» между героем-мальчиком и Трико, и что разработчикам нужны были средства выразить эту привязанность, проявляемую животным. Подобные темы уже поднимались в Ico, первой игре Team Ico, в которой мальчик Ико также должен был выбраться из огромного замка с помощью спутницы-девочки; Трико напоминает гигантских монстров-«Колоссов», с которыми сражался герой Shadow of the Colossus. Игровые журналисты называли The Last Guardian соединением этих двух игр — Ico и Shadow of the Colossus; Уэда не отрицал этого и говорил, что в игровом процессе The Last Guardian «есть понемногу от них обеих». Отношения между мальчиком, Трико и стражниками описывались Уэдой подобными игре «Камень, ножницы, бумага» и должны по ходу The Last Guardian неоднократно меняться: в одних случаях мальчику придётся прибегнуть к помощи Трико, чтобы защититься от стражников, тогда как в других Трико сам будет нуждаться в защите.

## Отзывы
| Сводный рейтинг       | Сводный рейтинг |
| Агрегатор             | Оценка          |
| --------------------- | --------------- |
| GameRankings          | 82,13 %         |
| Metacritic            | 82/100          |
| Иноязычные издания    |                 |
| Издание               | Оценка          |
| GameSpot              | 9/10            |
| Русскоязычные издания |                 |
| Издание               | Оценка          |
| 3DNews                | 8/10            |
| «IGN Россия»          | 5/10            |
| Riot Pixels           | 74 %            |
| «Игромания»           | 8,0/10          |
| «Игры Mail.ru»        | 6,5/10          |
| «Канобу»              | 7/10            |
| «НИМ»                 | 8,2/10          |

Игра получила преимущественно положительные отзывы критиков, несмотря на некоторые проблемы с камерой и нестабильную частоту кадров. Средний балл Metacritic по обзорам игровой прессы и изданий — 82 из 100, оценка игроков там же — 8,2 из 10.
The Last Guardian получила премию BAFTA в области игр 2017 года в номинации «Audio Achievement».
В номинации «Приключение года» сайта Игромания игра заняла второе место.

The Last Guardian — уникальная игра. Она не о долгом ожидании и не о витиеватом сюжете с открытым финалом. Она про улыбку, появляющуюся на вашем лице во время игры с грозным внешне, но бесконечно добрым внутри зверем. Она… в вашем сердце, если хотите.
— игровой журнал «Игромания»